# Гори, Алимами
Алимами́ Гори́ (фр. Alimani Gory; род. 30 августа 1996, Гавр) — французский футболист, имеющий также малийское гражданство, нападающий клуба «Париж».

## Клубная карьера
Является воспитанником футбольного клуба «Гавр», с которым в 19 лет подписал свой первый профессиональный контракт. До этого прошёл в структуре путь от детского футбола до второй команды клуба. За «Гавр II» дебютировал 14 декабря 2013 года в матче третьего национального дивизиона Франции, являющегося пятой по силе лигой страны, с футбольным клубом «Марк». На 72-й минуте матча он вышел на поле вместо Жана-Паскаля Фонтейна. В общей сложности во второй команде «Гавра» провёл пять сезонов, за это время он забил 22 мяча в 48 встречах.
В мае 2017 года сыграл первый матч за основной состав «Гавра». В 37-м туре Лиги 2 с «Туром» Гори вышел в стартовом составе и на 16-й минуте забил гол, удвоив преимущество своей команды. Встреча завершилась разгромом 4:0. Во второй лиге Алимами отыграл три сезона, проведя 76 игр, в которых 14 раз сумел отличиться.
19 августа 2019 года подписал четырёхлетний контракт с бельгийским «Серкль Брюгге». Дебютировал в Лиге Жюпиле уже через пять дней, когда в матче 5-го тура с «Васланд-Бевереном» вышел после перерыва вместо Жорди Мбоулы. 29 октября открыл счёт своим голам в чёрно-зелёной футболке, отличившись в игре с «Мускроном» с передачи Жюлиана Бьянкона.

## Карьера в сборной
В октябре 2018 года главный тренер национальной сборной Мали Мохаммед Магассуба вызвал Гори на матч отборочного турнира Кубка африканских наций с Бурунди, но в окончательную заявку на матч он не попал.

## Статистика выступлений

### Клубная статистика
| Выступление      | Выступление      | Выступление      | Лига | Лига | Кубки | Кубки | Конт.кубки | Конт.кубки | Итого | Итого |
| Клуб             | Лига             | Сезон            | Игры | Голы | Игры  | Голы  | Игры       | Голы       | Игры  | Голы  |
| ---------------- | ---------------- | ---------------- | ---- | ---- | ----- | ----- | ---------- | ---------- | ----- | ----- |
| Гавр             | Лига 2           | 2016/17          | 17   | 2    | 1     | 0     | —          | —          | 18    | 2     |
| Гавр             | Лига 2           | 2017/18          | 25   | 4    | 2     | 1     | —          | —          | 27    | 5     |
| Гавр             | Лига 2           | 2018/19          | 34   | 8    | 4     | 2     | —          | —          | 38    | 10    |
| Гавр             | Итого            | Итого            | 76   | 14   | 7     | 3     | 0          | 0          | 83    | 17    |
| → Гавр II        | Насьональ 3      | 2013/14          | 2    | 0    | —     | —     | —          | —          | 2     | 0     |
| → Гавр II        | Насьональ 3      | 2014/15          | 7    | 0    | —     | —     | —          | —          | 7     | 0     |
| → Гавр II        | Насьональ 3      | 2015/16          | 22   | 15   | —     | —     | —          | —          | 22    | 15    |
| → Гавр II        | Насьональ 2      | 2016/17          | 10   | 3    | —     | —     | —          | —          | 10    | 3     |
| → Гавр II        | Насьональ 2      | 2017/18          | 7    | 4    | —     | —     | —          | —          | 7     | 4     |
| → Гавр II        | Итого            | Итого            | 48   | 22   | 0     | 0     | 0          | 0          | 48    | 22    |
| Серкль Брюгге    | Лига Жюпиле      | 2019/20          | 19   | 2    | 0     | 0     | —          | —          | 19    | 2     |
| Серкль Брюгге    | Итого            | Итого            | 19   | 2    | 0     | 0     | 0          | 0          | 19    | 2     |
| Всего за карьеру | Всего за карьеру | Всего за карьеру | 143  | 38   | 7     | 3     | 0          | 0          | 150   | 41    |